# (33192) 1998 FD44
1998 FD44 (asteroide 33192) é um asteroide da cintura principal. Possui uma excentricidade de 0.02337910 e uma inclinação de 1.75291º.
Este asteroide foi descoberto no dia 20 de março de 1998 por LINEAR em Socorro.